# John Denver's Greatest Hits
John Denver's Greatest Hits è la prima raccolta di John Denver e fu pubblicata nel novembre del 1973.

## Storia
La raccolta include canzoni che vanno dai primi giorni di Denver come cantautore (si veda For Bobbie, del 1965) sino ai suoi ultimi successi contenuti in Rocky Mountain High. Questo Greatest Hits è inoltre importante perché contiene varie nuove versioni delle sue canzoni più famose.
Greatest Hits raggiunse, nella primavera del 1974, la vetta della classifica Billboard 200 per tre settimane ed in Canada, diventò disco di platino, la quarta posizione in Australia, la settima nel Regno Unito e fu uno dei primi album a vendere più di 10 milioni di copie nel mondo. 
In generale è stato l'album più venduto della carriera di Denver negli Stati Uniti ed è stato dichiarato nove volte disco di platino dalla RIAA negli Stati Uniti e cinque in Canada.

## Tracce
Lato A
1. Take Me Home, Country Roads – 3:08 (Bill Danoff, John Denver, Taffy Nivert) – Tratto dall'album: Poems, Prayers and Promises (1971)
2. Follow Me – 2:56 (John Denver) – Tratto dall'album: Take Me to Tomorrow (1970)
3. Starwood in Aspen – 3:10 (John Denver) – Tratto dall'album: Aerie (1971)
4. For Baby (For Bobbie) – 2:58 (John Denver) – Tratto dall'album: Rocky Mountain High (1972)
5. Rhymes and Reasons – 3:11 (John Denver) – Tratto dall'album: Rhymes and Reasons (1969)
6. Leaving, on a Jet Plane – 4:00 (John Denver) – Tratto dall'album: Rhymes and Reasons (1969)

Durata totale: 19:23
Lato B
1. The Eagle and the Hawk – 2:10 (John Denver, Mike Taylor) – Tratto dall'album: Aerie (1971)
2. Sunshine on My Shoulders – 5:10 (John Denver, Dick Kniss, Mike Taylor) – Tratto dall'album: Poems, Prayers and Promises (1971)
3. Goodbye Again – 3:36 (John Denver) – Tratto dall'album: Rocky Mountain High (1972)
4. Poems, Prayers and Promises – 4:34 (John Denver) – Tratto dall'album: Poems, Prayers and Promises (1971)
5. Rocky Mountain High – 4:43 (John Denver) – Tratto dall'album: Rocky Mountain High (1972)

Durata totale: 20:13

## Musicisti
A1, B2 e B4
- John Denver - voce, chitarra
- Mike Taylor - chitarra
- Frank Owens - pianoforte
- Eric Weissberg - banjo, chitarra pedal steel
- Richard Kniss - basso
- Gary Chester - batteria
- Bill Danoff - voce (brano: Take Me Home, Country Roads)
- Taffy Nivert - voce (brano: Take Me Home, Country Roads)

A2
- John Denver - chitarra a dodici corde, voce
- Russ Savakus - basso
- Herb Lovelle - batteria

A3
- John Denver - chitarra a sei corde, chitarra a dodici corde, voce
- Mike Taylor - chitarra
- Toots Thielemans - armonica
- Dick Kniss - basso

A4
- John Denver - chitarra a dodici corde, voce
- Mike Taylor - chitarra
- Frank Owens - pianoforte
- Dick Kniss - basso
- Gary Chester - percussioni
- Bill Danoff - accompagnamento vocale, coro
- Taffy Nivert - accompagnamento vocale, coro
- Pupils of The Whitby School, Greenwich, Connecticut - accompagnamento vocale, cori

A5 e A6
- John Denver - chitarra a sei corde, chitarra a dodici corde, voce
- Eric Weissberg - chitarra pedal steel
- Dick Kniss - basso
- Herb Lovelle - batteria

B1
- John Denver - chitarra a sei corde, chitarra a dodici corde, voce
- Eric Weissberg - chitarra pedal steel
- Dick Kniss - basso
- Herb Lovelle - batteria
- Lee Holdridge - arrangiamenti orchestra
- Milton Okun - conduttore orchestra

B3
- John Denver - chitarra a sei corde, chitarra a dodici corde, voce
- Mike Taylor - chitarra
- Frank Owens - pianoforte, arrangiamenti strumenti a corda
- Dick Kniss - basso
- Gary Chester - percussioni
- Martine Habib - accompagnamento vocale

B5
- John Denver - chitarra a sei corde, voce
- Mike Taylor - chitarra
- Eric Weissberg - chitarra pedal steel
- Dick Kniss - basso
- Gary Chester - percussioni